# Wildlife Express Train
Le Wildlife Express Train to Rafiki's Planet Watch est un système de transport et une attraction du parc à thème Disney's Animal Kingdom à Walt Disney World Resort en Floride.
Ce train permet aux visiteurs de relier le village Harambe de la section Afrique de parc au Rafiki's Planet Watch. La ligne de chemin de fer fait 1,2 milles (1,9 km) de long, nécessite 7 minutes à l'aller contre 5 min au retour et permet aux visiteurs de découvrir les coulisses du parc dont les abris des rhinocéros et des éléphants. Ce circuit est une section du chemin de fer imaginaire Eastern Star Railway, allant de Lusaka à Nairobi et Kisangani.
La gare possède un aspect architectural proche de celle des années 1920-1930.

## Les locomotives

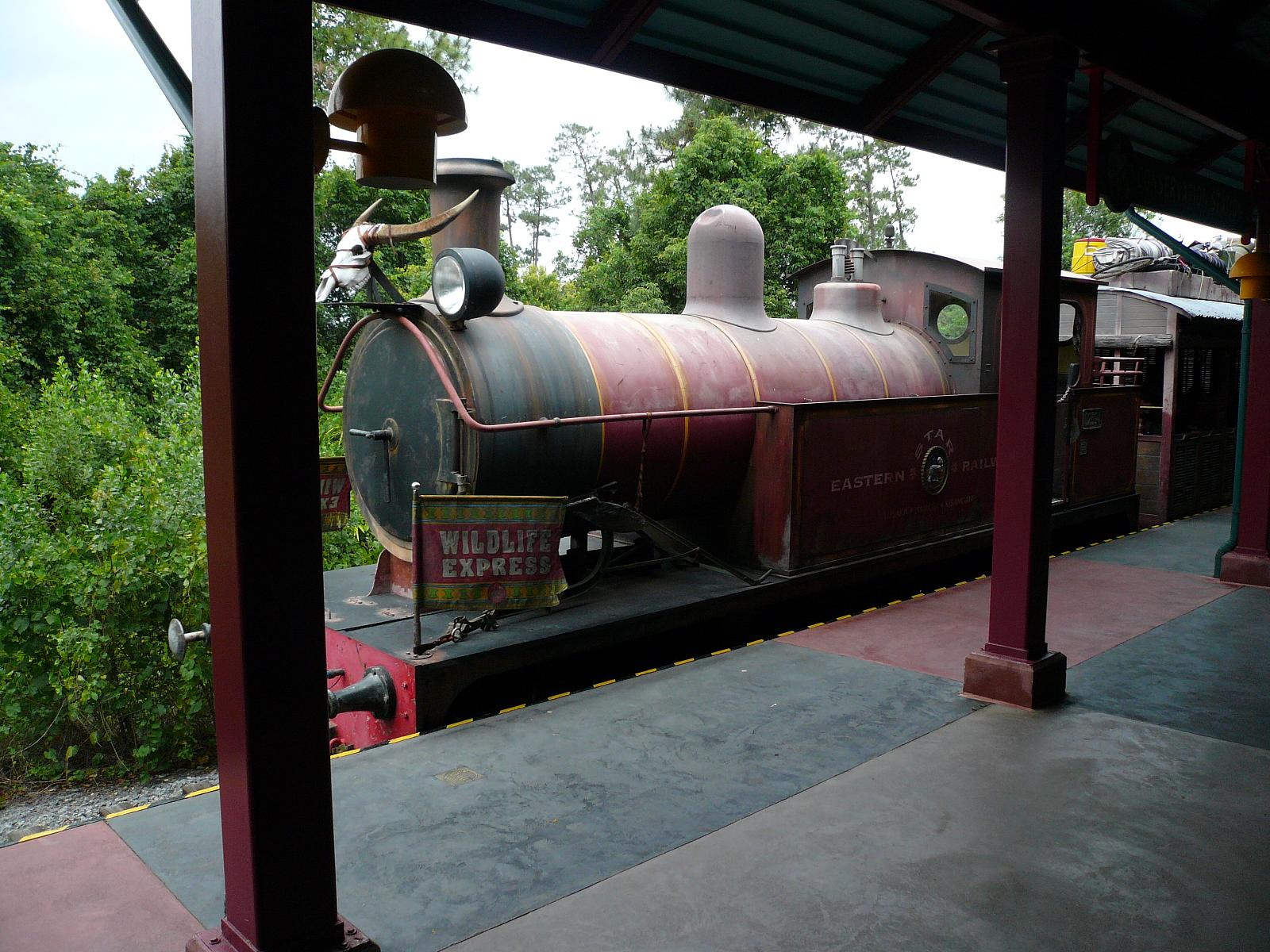
La locomotive du train 1.

Cette ligne compte trois locomotives à vapeur en réalité propulsées au diesel construites en 1997 par la société Severn Lamb de Stratford-upon-Avon (Royaume-Uni).. L'écartement des voies est de 3,4 pieds (1 036,32 mm), un peu plus large que l'écartement habituel des chemins de fer est-africain d'un mètre.
Les locomotives ont une configuration d'essieu Columbia et leur apparence est basée sur le modèle 2-4-2T de John Aspinall construit en 1898 pour le Lancashire & Yorkshire Railway d'Angleterre chez Horwich. Mais les plaques de fabrication mentionnent d'autres informations, ce sont des locomotives Beyer-Peacock de la Gorton Foundry de Manchester construite en 1926 et portant les numéros 2594, 04982 et 00174. La locomotive 00174 a été renommée R. Baba Harpoor en honneur de l'Imagineer Bob Harpur.
Les locomotives tractent l'un des deux convois de cinq voitures pouvant accueillir 225 passagers.